# Kalmosaari (ö i Lieksa, Polvijärvi)
Kalmosaari är en ö i Finland. Ordet kalmosaari hänvisar antagligen att ön har varit begravningsplats. Ön ligger i sjön Polvijärvi och i kommunen Lieksa i den ekonomiska regionen  Pielinen-Karelen och landskapet Norra Karelen, i den östra delen av landet, 500 km nordost om huvudstaden Helsingfors. Öns area är 3,1 hektar och dess största längd är 310 meter i öst-västlig riktning.